# Eric Hoffmann (Fußballspieler)
Eric Hoffmann (* 21. Juni 1984 in Luxemburg-Stadt, Luxemburg) ist ein ehemaliger luxemburgischer Fußballspieler.

## Karriere
Bis 2002 gehörte er der Jugendmannschaft von FC Orania Vianden an. Von 2002 bis 2009 spielte er für Etzella Ettelbrück und von 2009 bis 2016 für den Rekordmeister Jeunesse Esch. Von 2016 bis 2018 stand er beim luxemburgischen Erstligisten FC UNA Strassen unter Vertrag und wechselte dann weiter zum Ligakonkurrenten US Hostert. Von 2019 bis 2021 spielt der 89-fache A-Nationalspieler Luxemburgs noch für den Drittligisten FC Lorentzweiler und beendete dann seine aktive Karriere.

## Erfolge
- Luxemburgischer Meister: 2010
- Luxemburgischer Pokalsieger: 2013